# Andilly (Val-d’Oise)
Andilly egy község Franciaországban. Lakosainak száma 2691 fő (2022. január 1.).

## Földrajza
Andilly Domont, Montmorency, Montlignon, Margency, Eaubonne és Soisy-sous-Montmorency községekkel határos.

## Népessége
| Lakosok száma | 2557 | 2572 | 2663 | 2590 | 2581 | 2574 | 2703 | 2697 | 2691 |
|               | 2013 | 2015 | 2016 | 2017 | 2018 | 2019 | 2020 | 2021 | 2022 |